# Gneu Servili Cepió (cònsol 169 aC)
Gneu Servili Cepió (en llatí Cneus Servilius CN. F. CN. N. Caepio) va ser un magistrat romà. Era fill de Cneus Servilius CN. F. CN. N. Caepio. Formava part de la gens Servília, i era de la família dels Cepió.
Va ser edil curul el 179 aC quan es van celebrar de nou els Jocs romans a causa d'uns prodigis que havien ocorregut. Va ser pretor el 174 aC i va rebre la província d'Hispània Ulterior. Després va tornar a Itàlia i va ser enviat com a ambaixador a Macedònia per trencar l'aliança amb Perseu de Macedònia.
Va ser elegit cònsol l'any 169 aC amb Quint Marci Filip i es va quedar a Itàlia mentre el seu col·lega va anar a Macedònia.